# Das achte Leben (Für Brilka)
Das achte Leben (Für Brilka) ist ein Roman von Nino Haratischwili aus dem Jahr 2014, der episch und generationenübergreifend die Leben insbesondere der Frauen einer georgischen Familie und damit verknüpft die georgische Geschichte des 20. Jahrhunderts sowie die Geschichte der Sowjetunion erzählt. Die in Georgien geborene Nino Haratischwili lebt seit 2003 in Deutschland und verfasste den Roman auf Deutsch. Er wurde inzwischen in mehr als ein Dutzend Sprachen übersetzt.

## Inhalt
Der Roman beginnt 1900, zur Zeit des russischen Zarenreiches, und im Haus einer wohlhabenden Familie in Tiflis – der Vater betreibt eine Konditorei und entwickelt das Rezept für eine unwiderstehliche heiße Schokolade, die als Symbol immer wieder im Roman auftaucht. Die Schwestern Stasia und Christine sehen einer verheißungsvollen Zukunft entgegen, doch dann brechen der Erste Weltkrieg und die russische Revolution aus.
Mit Stasias Kindern Kostja und Kitty Jaschi erreicht die Erzählung die Zeit Stalins und den Zweiten Weltkrieg. Kostja wird Marineoffizier und verliebt sich in Leningrad, doch seine Liebe kommt während der Belagerung durch die Deutschen ums Leben. Kittys Freund, Andro Eristawi, schließt sich oppositionellen georgischen Kräften an, die mit den Deutschen zusammenarbeiten. Bei der Verfolgung Andros durch den sowjetischen Geheimdienst wird Kitty schwer misshandelt. Die unterschiedlichen Erlebnisse im Krieg führen zu Spannungen in der Familie. Nach dem Krieg bringt Kitty ihre Peinigerin um und muss mit Hilfe von Giorgi Alania, einem Jugendfreund Kostjas, über Prag nach London auswandern. Dort wird sie eine erfolgreiche Sängerin. Durch Zufall erlebt sie den Prager Frühling mit. Alania hält all die Jahre regelmäßigen telefonischen Kontakt zu Kitty und entwickelt eine besondere Beziehung zu ihr. Kitty kehrt später mit Alanias Unterstützung zu einem Konzert in ihre Heimat zurück und trifft auch Kostja wieder. Kostja macht nach dem Krieg Karriere im Geheimdienst des Innenministeriums der UdSSR und wird Teil des sowjetischen Machtapparats. Seine Ehe mit Nana ist schwierig, sie können sich auch über die Erziehung ihrer Tochter Elene nicht einigen. Er entwickelt sich zum gefürchteten Familienpatriarchen, bis Michail Gorbatschow die korrupten und gewalttätigen Strukturen abschafft.
Elene bekommt später mit zwei verschiedenen Männern zwei Töchter: Daria, die Kostjas Liebling wird, und Niza, die die Geschichte des Romans erzählt. Kostja verbietet seiner Enkelin Daria die Mitwirkung an einem Film, doch mit Nizas Hilfe kann Daria die Hauptdarstellerin werden. Kostja verhindert Alanias Rückkehr nach London – genau in dieser Zeit ertrinkt Kitty bei einem Ausflug mit ihrer Freundin Fred.
Der Roman schildert viele historische Ereignisse sowie historische Personen. Insbesondere verfolgt der Roman den Aufstieg der Georgier Josef Stalin als „Generalissimus“ und die sexuellen Übergriffe von Lawrenti Beria als „Kleiner Großer Mann“ und mächtigen Chef der Geheimdienste bis 1953, dessen Klarname erst am Ende des Romans offengelegt wird.

## Form
Der Roman mit 1275 Seiten ist in einen Prolog und acht Kapitel ("Buch") gegliedert, die nach ihren jeweiligen Hauptpersonen – sieben Frauen und einem Mann – benannt sind. Das letzte Kapitel – Brilka – enthält nur leere Seiten. Am Ende findet sich eine Grafik mit einer genealogischen Übersicht zu den wichtigsten Personen.
Die Autorin deckt ein weites Spektrum erzählerischer Perspektiven ab: Von Passagen, die an ein Sachbuch erinnern, über direkte Ansprachen an die titelgebende Brilka bis hin zur Schilderung des Innenlebens der Protagonistinnen, insbesondere bei wichtigen Entscheidungen. Auffällig ist, wie sich im Roman die Erzählerin immer wieder an Brilka wendet, die die letzte Nachkommin der Familie ist. Dabei gelingt es der Autorin immer wieder, Momente zu beschreiben, die die Konflikte tragisch und zugespitzt sichtbar werden lassen. Das Nachdenken über die Entscheidungsmöglichkeiten in diesen Momenten und die Unmöglichkeit, sich für das Richtige zu entscheiden, kehren immer wieder.
Die Handlung läuft immer wieder auf Katastrophen zu, die die Verhältnisse zwischen den Figuren prägen und der Erzählerin lebensphilosophische Erkenntnisse ermöglicht: „Natürlich wussten beide, dass sie sich belogen, jede auf ihre Weise. Aber es ließ sich leben mit dieser Lüge, während die Wahrheit unsicher war und keine eindeutigen Antworten lieferte, sondern nur Hass und Selbstverachtung hinterließ. Nein, die Wahrheit lähmte, während die Lüge befreite.“
Das Leben der vorherigen Generation gibt Muster vor für das der nachfolgenden. „Das Zusammenfügen von fremden Erinnerungen, die erst dann einen Zusammenhang ergaben, wenn aus vielen einzelnen Teilen ein Ganzes entsteht. Und wir alle, ob wissend oder unwissend, tanzen innerhalb dieses Gesamtbildes unseren eigenen Tanz, einer geheimnisvollen Choreographie folgend.“

## Rezeption
Thomas Andre meint auf Spiegel Online: „Von der zaristischen Epoche bis ins Nachwende-Berlin, das ist ein gewaltiges Tableau: Und weil Haratischwili dieses mit ihren prächtig ausgeleuchteten Figuren und Szenen ganz ausgezeichnet bestückt, hat sie mit ‚Das achte Leben (Für Brilka)‘ in mancherlei Hinsicht den eigentlichen Roman des Jahres geschrieben.“
Dominik Zink schreibt auf literaturkritik.de: „Wie sähe die Geschichte des 20. Jahrhunderts aus, wenn sie nicht von denen geschrieben worden wäre, die sie bestimmt haben, sondern von denen, die stumm bleiben mussten? Welche Erinnerungen hätten diejenigen Menschen zu erzählen, die vergessen worden und niemals gefragt worden sind? Wie sähe dieses 20. Jahrhundert aus, wenn man von seinem Rand her darauf blickt? Diese Fragen stellt sich … Nino Haratischwili…“
Soloto meint im Freitag: „Mag die Art, wie Haratischwili Faschismus und Bolschewismus in Bezug setzt, zunächst irritieren, so balanciert sie den daraus entstehenden unguten Eindruck später doch aus, wenn sie Kitty, die mittlerweile ins englische Exil gegangen ist, eine Holocaust-Überlebende als Freundin finden lässt, wodurch auch die Shoa einen angemessenen Platz im Roman finden kann.“
Marie Schmidt urteilt in der Zeit: „Wenig wirkt in diesem Roman erlebt, vieles gewusst, anstudiert, zurechtgelegt. Und weil auch die Biografien der Figuren nur entlang heftiger Vorfälle geschildert werden, bekommt der Roman etwas Seifenopernhaftes.“
Der Spiegel reihte den Roman unter „Die 100 besten Bücher (1924 bis 2024)“ ein: „Auf 1275 Seiten fächert die Autorin das Panorama georgischer Geschichte des vergangenen Jahrhunderts auf, als das Land unter dem großen Bruder UdSSR litt und sich schließlich befreite. Mittendrin die Familie der Erzählerin, die all die Traumata dieser roten Zeit in sich trägt, die ‚alle betrogen und hintergangen hat, alle die, die hofften‘.“

## Weiteres
Im Hamburger Thalia-Theater wurde 2017 eine Theaterfassung des Romans auf die Bühne gebracht, die über fünf Stunden dauert.
2019 erschien im Verlag 'TIDE exklusiv' eine Hörbuchfassung.

## Auszeichnungen
2018 erhielt Haratischwili für ihre Theaterstücke und den Roman den Bertolt-Brecht-Literaturpreis.
Die englischsprachige Übersetzung von Charlotte Collins und Ruth Martin gelangte 2020 auf die Longlist des International Booker Prize.

## Ausgaben
- Nino Haratischwili: Das achte Leben (Für Brilka): Roman. Frankfurter Verlagsanstalt, Frankfurt 2014, ISBN 978-3-627-00208-4.
- 2017 erschien eine Taschenbuchausgabe bei Ullstein, 2023 bereits in der 15. Auflage.

Der Roman wurde in einige Sprachen übersetzt:
- Sekizinci hayat (Brilka'ya). Türkischsprachige Ausgabe, übersetzt von Etem Levent Bakaç, Aylak Adam, 2016.
- Ósme życie (dla Brilki). Polnischsprachige Ausgabe in zwei Bänden, übersetzt von Urszula Poprawska, 2016.
- Het achtste leven. Niederländischsprachige Ausgabe, übersetzt von Elly Schippers und Jantsje Post, Atlas Contact, 2016, ISBN 9789025448417.
- La huitième vie (pour Brilka). Französischsprachige Ausgabe, übersetzt von Barbara Fontaine und Monique Rival, 2017.
- La octava vida (para Brilka). Spanischsprachige Ausgabe, übersetzt von Carlos Fortea, 2018.
- The Eighth Life (for Brilka). Englischsprachige Ausgabe, übersetzt von Charlotte Collins und Ruth Martin, Scribe, 2019, ISBN 9781950354153.
- Merve sic̕oc̕xle (Brilkas). Georgischsprachige Ausgabe, übersetzt von Nino Burduli, 2019.
- La vuitena vida (per a la Brilka). Katalanischsprachige Ausgabe, übersetzt von Carlota Gurt Daví, 2019.
- Osmý život (pro Brilku). Tschechischsprachige Ausgabe, übersetzt von Michaela Škultéty, 2020.
- L'ottava vita (per Brilka). Italienischsprachige Ausgabe, übersetzt von Giovanna Agabio, Marsilio, 2020, ISBN 9788829705061.
- Det åttonde livet (till Brilka). Schwedischsprachige Ausgabe, übersetzt von Ebba Högström, 2021.
- Det åttende livet (til Brilka). Norwegischsprachige Ausgabe, übersetzt von Ute Neumann, 2021.
- Aštuntas gyvenimas: (Brilkai). Litauischsprachige Ausgabe, übersetzt von Vilija Gerulaitienė, 2022.
- Восьме життя (Для Брільки). Ukrainischsprachige Ausgabe, übersetzt von Roksolana Sviato, 2022. [14]